# Chixtape 5
Chixtape 5 è il quarto album in studio del rapper canadese Tory Lanez, pubblicato nel 2019.

## Tracce
1. Jalissa's Back! (Skit) – 0:54
2. The Trade (featuring Jagged Edge and Jermaine Dupri) – 4:34
3. Jerry Sprunger (with T-Pain) – 3:53
4. Beauty in the Benz (featuring Snoop Dogg) – 3:57
5. Blowin' Mine's // Leah's Introduction (Skit) – 3:29
6. The Take (featuring Chris Brown) – 3:41
7. Broken Promises – 2:26
8. The Fargo Splash (featuring Ludacris) – 5:11
9. Luv Ya Gyal // Love Sounds (featuring The-Dream) – 6:44
10. Yessirr – 3:43
11. Best of You // Busted (Skit) (featuring Mýa) – 3:51
12. The Cry (featuring Mario) – 4:30
13. Still Waiting (featuring Trey Songz) – 4:15
14. A Fools Tale (Running Back) (featuring Ashanti) – 4:52
15. Thoughts (featuring Lloyd and Lil Wayne) – 5:33
16. If You Gotta... (featuring Fabolous) – 3:45
17. Room 112 (featuring Slim and Nyce) – 3:35
18. Last Love Letter (Skit) – 1:15